# Эсприэлья, Рикардо де ла
Рика́рдо де ла Эсприэ́лья Тора́ль (швед. Ricardo de La Espriella Toral; род. 5 сентября 1934 года, Панама) — панамский государственный деятель, президент Панамы в 1982—1984 годах.

## Биография
Родился в Панама-сити, старший среди 7 детей в семье. Окончил Национальный институт Панамы и Панамский университет (юридический факультет). До 1970 года был доцентом Школы международных отношений Университета Майами, специализировался в области делового администрирования в финансовых учреждениях Калифорнийского университета в Стэнфорде.
Работал кредитным менеджером банка Banco de Crédito Popular, генеральным менеджером панамских сберегательных банков Primer Banco de Ahorros и Caja de Ahorros de Panamá, работал в Chase Manhattan Bank. Входил в советы директоров ряда государственных учреждений Республики Панама. Был административным директором Агентства США по международному развитию (USAID). Он также был членом Национальной комиссии по ценным бумагам, представителем Панамы в Международном валютном фонде, председателем Экономического совета и председателем Национальной финансовой комиссии.
В 1970—1978 годах управляющий Национального банка Панамы.
11 октября 1978 году стал вице-президентом республики.
После того как президент Аристидес Ройо в июле 1982 года был вынужден уйти в отставку под давлением военного руководства, во главе с Рубеном Дарио Паредесом и Мануэлем Антонио Норьегой, занял пост конституционного президента Республики.
В августе 1982 года сформировал новый кабинет министров, в который вошли представители Революционно-демократической и Либеральной партий и независимые. Хорхе Ильюэка, бывший министром иностранных дел в кабинете А. Ройо, стал новым вице-президентом.
В ноябре 1982 года была создана комиссия для подготовки предлагаемых поправок к Конституции 1972 года. Утверждалось, что они ограничат власть военных и помогут стране вернуться к полностью демократической системе правления. Эти поправки сокращали срок полномочий президента с шести до пяти лет, предусматривали пост 2-го вице-президента, запрещали участие в выборах активных членов Национальной гвардии и предусматривали прямые выборы всех членов законодательного органа (переименованного в Законодательное собрание) после выдвижение законными политическими партиями. Эти поправки были утверждены на национальном референдуме, состоявшемся 24 апреля 1983 года.
В январе 1983 года месте с президентами Мексики — Мигелем де ла Мадридом, Венесуэлы — Луиэсом Эррерой Кампинсом и Колумбии — Белисарио Бетанкуром вошёл в «контадорскую четвёрку», занимавшуюся политическим урегулированием положения в Центральной Америке, вызванные вооружёнными конфликтами в Гватемале, Никарагуа и Сальвадоре.
Создал Национальную банковскую комиссию, углубил отношения с международными финансовыми организациями. Был членом Фонда Омара Торрихоса и совладельцем телекомпании Canal 5 до 1992 года.
Однако в начале 1984 года военное руководство, столкнувшись с его нежеланием реорганизовать кабинет министров, включив в него ряд лиц из окружения кандидата в президенты Николаса Барлетты, оказало на него давление. 13 февраля в столице состоялась встреча президента с М. Норьегой и начальником генерального штаба вооружённых сил полковником Диасом Эррерой, после которого Р. де ла Эсприэлья подал в отставку.
В соответствии с конституцией его заменил бывший вице-президентом Хорхе Ильюэка.
Считался марионеточным президентом, фактически вся власть находилась в руках военных, в основном, у М. Норьеги.
С 1985 года является президентом Ret Corporation Inc., инвестиционно-консультационной и рекламной фирмы.
С 9 июля 2007 года по 2016 год назначался членом Совета директоров Управления Панамского канала.
Почётный доктор Флоридского университета.